# José Manuel Hernández Hernández
José Manuel Hernández Hernández es un político  canario nacido en la Perdoma, La Orotava (Tenerife, España).
Concejal en el municipio de La Orotava por el partido nacionalista de izquierda Iniciativa por La Orotava (IpO) hasta marzo del 2006, cuando se produce la rotación de concejales de IpO. Licenciado en Geografía e Historia por la Universidad de La Laguna. 
Inició su carrera política siendo muy joven, participando en movimientos sociales y ecologistas y militando primero en Izquierda Nacionalista Canaria (INC) y luego en Asamblea Canaria Nacionalista. En las elecciones municipales de 1991 se presenta en la lista de ICAN y sale elegido concejal. En 1996 será fundador del partido político Iniciativa por La Orotava. En las elecciones generales del 2004 se presentó en las listas de Alternativa Popular Canaria por la provincia de Santa Cruz de Tenerife. Forma parte también de la Asociación Canaria de Amigos del Pueblo Saharaui. 
Ha publicado distintos trabajos sobre etnografía e Historia de Canarias ( “Cartas de medianeros de Tenerife (1769-1893)”), así como un libro de cuentos y relatos (“Violeta y otras cosas primeras”) 
- Datos: Q6454666